# Дом из осколков
«Дом из осколков» (англ. A House Made of Splinters, укр. Будинок із трісок) — документальный фильм 2022 года датского кинорежиссёра Саймона Леренга Вильмонта, созданный при поддержке Государственного агентства Украины по делам кино . Это международный совместный проект Дании, Украины, Швеции и Финляндии рассказывает историю про детей из детдома. 
Мировая премьера фильма состоялась 26 января 2022 года на кинофестивале «Сандэнс» в 2022 году, где он получил награду за лучшую режиссуру в разделе «Документальные фильмы ».   Фильм также получил большие награды на международном конкурсе «Золотой Александр» за лучший фильм, а также премию ФИПРЕССИ на 24-м Фестивале документальных фильмов в Салониках в марте 2022 года 
Он был выбран в категории «Лучший документальный полнометражный фильм» и впоследствии попал в шорт-лист из 144 допущенных до 15 фильмов  затем номинирован на 95-ю премию Оскар в указанной категории.  

## Сюжет и сценарий фильма

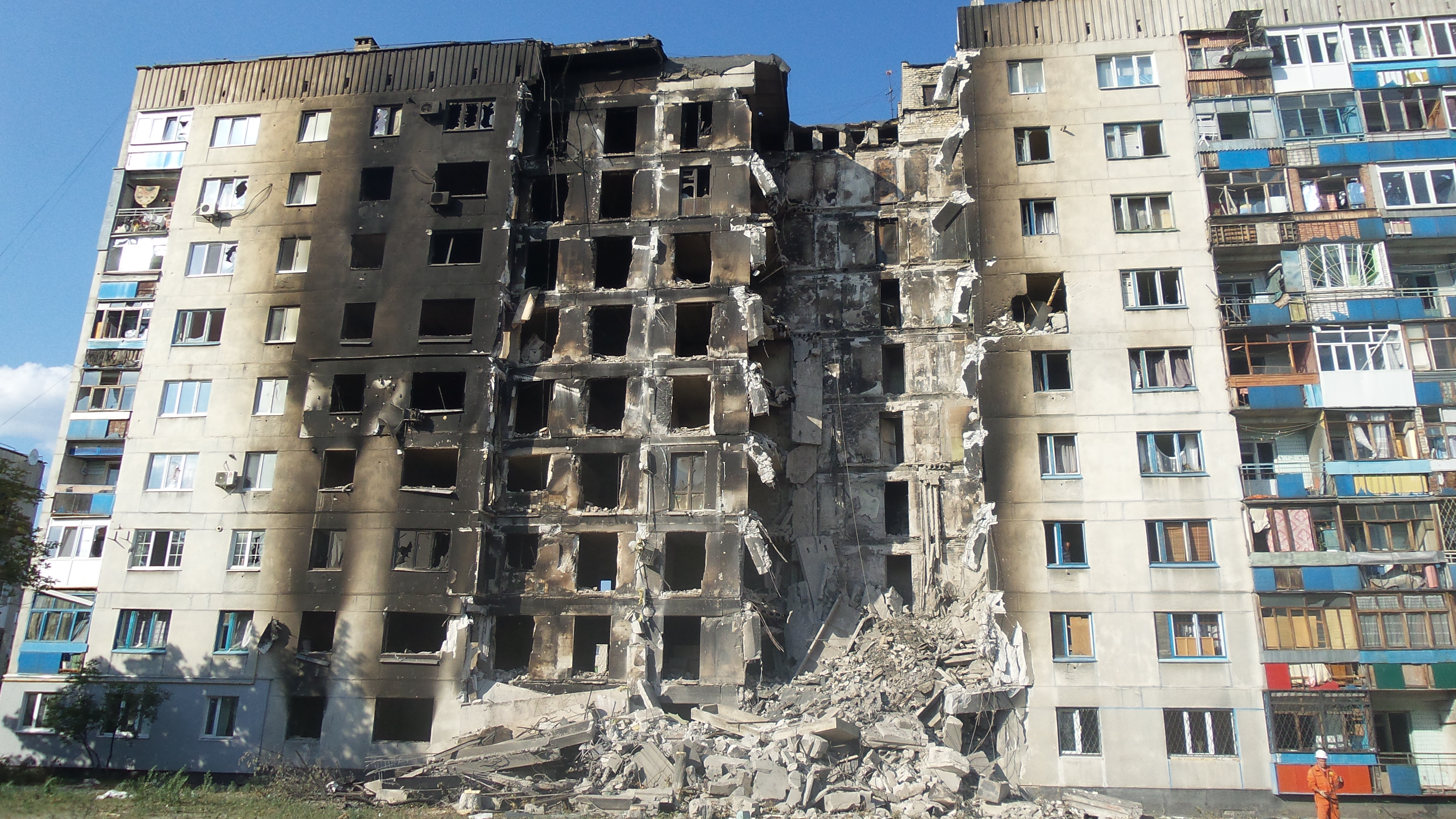
Социальные работники попытались создать безопасную среду для детей из детского дома в раздираемом войной Лисичанске.

Война на Донбассе нанесла тяжелый урон, особенно бедным семьям, живущим вблизи линии фронта. В фильме представлены истории детей из специального детского дома в Лисичанске на востоке Украины. Небольшая группа социальных работников заботится о детях, потерявших родителей в ходе боевых действий. Героями ленты также стали несколько воспитателей детского дома, которые в тяжелейших условиях боевых действий пытаются создать безопасное пространство для детей вблизи линии фронта. Пока дети находятся под присмотром, взрослые люди находятся в опасности, пока государственные органы и суды не решат дальнейшую судьбу детей. 
Съемки документального фильма длились более двух лет на Донбассе . Он создан в коллаборации Швеции, Дании, Украины, Канады при поддержке ГАКУ .

## Прокат
Мировая премьера фильма состоялась 26 января 2022 года на кинофестивале «Сандэнс» в 2022 году 
В апреле 2022 года он был показан на швейцарском фестивале документального кино Visions du Réel, а затем на 29-м Канадском международном фестивале документального кино Hot Docs .  В мае 2022 года был представлен на DOK.fest Munich и на фестивале израильского документального кино Docaviv .  В июне 2022 года его показали на Сиднейском кинофестивале . В июле он был выбран на 19-м Ереванском международном кинофестивале «Золотой абрикос», который проходил с 10 по 17 июля, в «Международном конкурсе полнометражных фильмов».  В сентябре фильм был включен в конкурсную программу AJB DOC, проходившую с 9 по 13 сентября.  В октябре 2022 года он был представлен на Semana Internacional de Cine de Valladolid и на кинофестивале в Оснабрюке, а 3 ноября 2022 года — на Днях скандинавского кино в Любеке .  

## Судьба детей
Все дети эвакуированы.